# الیلسون فاریاس دی مورا
الیلسون فاریاس دی مورا (به پرتغالی: Eleílson Farias de Moura) مدافع اهل برزیل است که در شهر Nova Era، میناس گرایس و در تاریخ ۲ آوریل ۱۹۸۵ به دنیا آمده‌است.
الیلسون فاریاس دی مورا در تیم‌های فوتبال Goiás سابقهٔ حضور دارد.